# Christian Friedl (Fußballspieler)
Christian Friedl (* 28. Jänner 1987; † 1. Oktober 2016) war ein österreichischer Fußballspieler.

## Karriere
Friedl begann seine Karriere beim USV Gutenberg. 1999 wechselte er zum SC Weiz. 2001 ging er in die Jugend des SK Sturm Graz.
Im Jänner 2006 schloss Friedl sich dem Zweitligisten Kapfenberger SV an. Sein Debüt in der zweiten Liga gab er am 32. Spieltag der Saison 2005/06 gegen den FK Austria Wien II, als er in der 89. Minute für Rade Đokić eingewechselt wurde. Zur Saison 2007/08 wechselte er zum Regionalligisten und seinem ehemaligen Jugendklub SC Weiz. Mit den Weizern musste er in der Saison 2010/11 allerdings in die viertklassige Landesliga Steiermark absteigen. In der Saison 2013/14 konnte man allerdings den Wiederaufstieg fixieren. In der Saison nach dem Aufstieg kam er in 29 von 30 Regionalligapartien zum Einsatz.

## Tod
Friedl starb am 1. Oktober 2016 nach kurzer, schwerer Krankheit im Alter von 29 Jahren.